# 고양군 (1950년 선거구)
고양군은 대한민국의 옛 국회의원 선거구이다. 당시 경기도 고양군 지역을 관할했다.

## 역사
1949년, 고양군의 일부 지역이 서울특별시에 편입되었다. 이에 제2대 국회의원 선거를 앞두고 나머지 고양군 지역이 하나의 선거구를 구성하게 되면서 신설되었다.
제6대 국회의원 선거를 앞두고 파주군 선거구와 통합되면서 고양군·파주군 선거구를 형성하게 되며 폐지되었다.

## 역대 국회의원
| 선거   | 정당 | 정당       | 의원   |
| ------ | ---- | ---------- | ------ |
| 1950년 |      | 민주국민당 | 최국현 |
| 1954년 |      | 자유당     | 한동석 |
| 1956년 |      | 자유당     | 이성주 |
| 1958년 |      | 자유당     | 이성주 |
| 1960년 |      | 무소속     | 유광렬 |

## 역대 선거 결과

### 대한민국 제2대 국회의원 선거
|  | 100.00% |

|  | 0% |

|  | 0% |

|  | 0% |

|  | 0% |

|  | 0% |

|  | 0% |

|  | 0% |

|  | 0% |

|  | 0% |

|  | 0% |

|  | 0% |

|  | 0% |

### 대한민국 제3대 국회의원 선거
|  | 52.62% |

|  | 47.37% |

### 1956년 대한민국 재보궐선거
한동석 의원의 사망으로 인해 치러진 1956년 대한민국 재보궐선거에서 자유당 이성주 후보가 당선되었다.

### 대한민국 제4대 국회의원 선거
|  | 58.43% |

|  | 41.56% |

### 대한민국 제5대 국회의원 선거
|  | 22.72% |

|  | 21.87% |

|  | 15.22% |

|  | 14.21% |

|  | 7.42% |

|  | 6.12% |

|  | 3.74% |

|  | 2.75% |

|  | 2.50% |

|  | 2.10% |

|  | 1.30% |